# 해리 포터의 패러디
J. K. 롤링의 해리 포터 시리즈는 패러디가 되는 경우가 많은데, 작품에 따라서는 아예 표절로 패러디한 것도 있다. 이로 인해 법적 제재없이 수천 권 팔린 것도 있으며, 팬 픽션은 500,000개가 넘는다. 심슨 가족, 새터데이 나이트 라이브, 로봇 치킨과 같은 작품에서도 해리 포터의 패러디를 보이기도 한다.